# Esgrima nos Jogos Pan-Americanos de 2007
A esgrima nos Jogos Pan-Americanos de 2007 foi realizada no Complexo Esportivo Riocentro entre 14 e 21 de julho. Foram disputadas dez provas, cinco masculinas e cinco femininas, divididas em três categorias: espada, florete e sabre.

## Países participantes

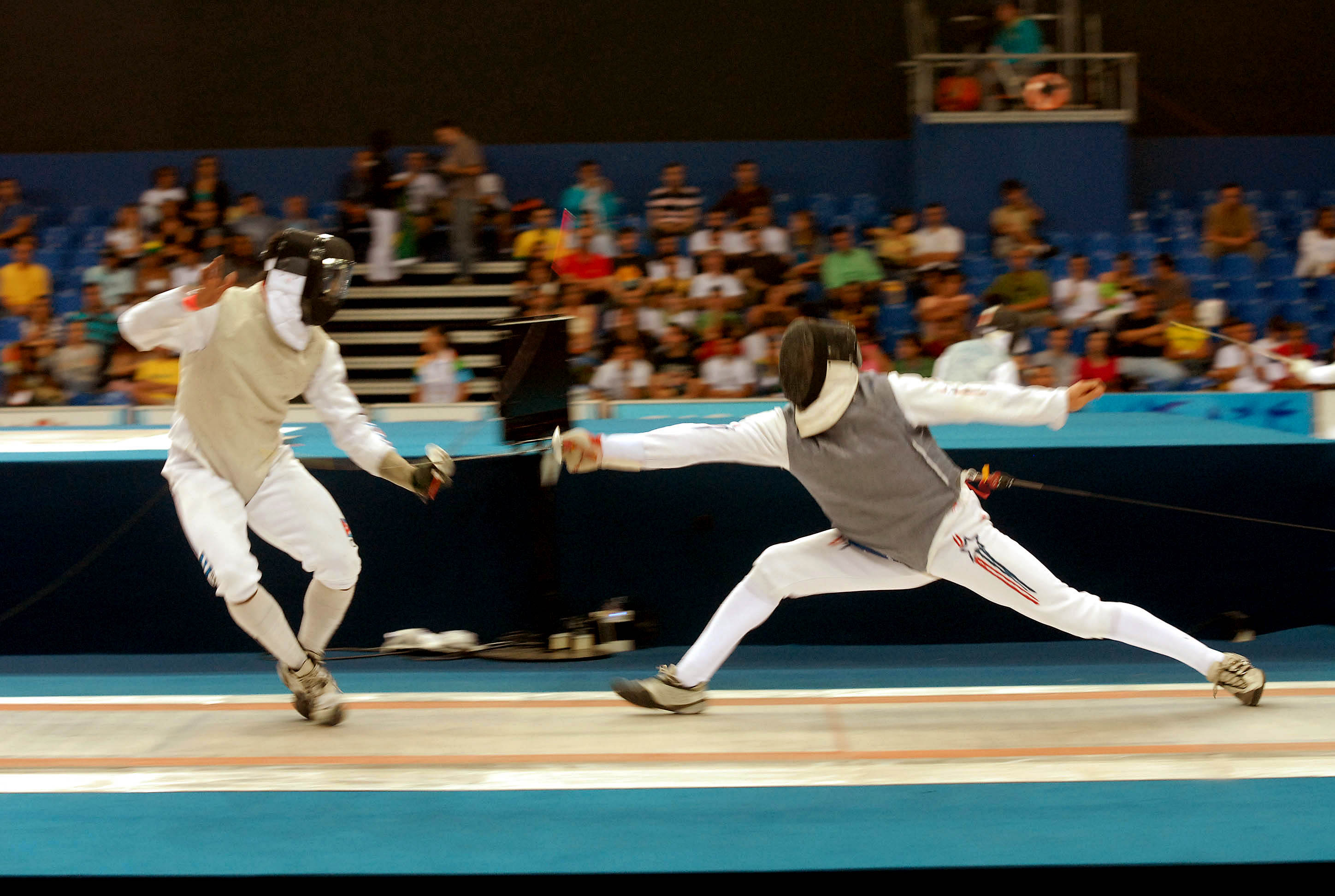
Competição de esgrima no Pan 2007.

16 delegações apresentaram atletas participantes nas competições de esgrima, totalizando 77 homens e 69 mulheres:
| - ARG Argentina (14) - BOL Bolívia (7) - BRA Brasil (15) - CAN Canadá (16) - CHI Chile (10) - COL Colômbia (6) - CUB Cuba (16) - ESA El Salvador (5) | - USA Estados Unidos (13) - GUA Guatemala (2) - HON Honduras (1) - MEX México (11) - NCA Nicarágua (2) - PER Peru (1) - PUR Porto Rico (13) - VEN Venezuela (15) |

## Medalhistas
Masculino
| Evento                      | Ouro                                                                       | Prata                                                                      | Bronze                                                                              |
| --------------------------- | -------------------------------------------------------------------------- | -------------------------------------------------------------------------- | ----------------------------------------------------------------------------------- |
| Espada individual detalhes  | Rubén Limardo VEN Venezuela                                                | Andrés Carrilo CUB Cuba                                                    | Silvio Fernández VEN Venezuela Paris Inostroza CHI Chile                            |
| Florete individual detalhes | Andras Horanyi USA Estados Unidos                                          | Felipe Alvear CHI Chile                                                    | João Souza BRA Brasil Carlos Rodríguez VEN Venezuela                                |
| Sabre individual detalhes   | Philippe Beaudry CAN Canadá                                                | James Williams USA Estados Unidos                                          | Renzo Agresta BRA Brasil Nicolas Mayer CAN Canadá                                   |
| Espada por equipes detalhes | Camilo Boris Andrés Carrilo David Castillo Guillermo Madrigal CUB Cuba     | Silvio Fernández Rubén Limardo Wolfgang Mejías VEN Venezuela               | Andras Horanyi Weston Kelsey Cody Mattern Benjamin Ungar USA Estados Unidos         |
| Sabre por equipes detalhes  | Tim Hagamen Benjamin Igoe Benjamin Ungar James Williams USA Estados Unidos | Philippe Beaudry Michel Boulos Nicolas Mayer Jean-Pierre Seguin CAN Canadá | Alexandre Achten Ricardo Bustamante José Félix Domínguez Diego Drajer ARG Argentina |

Feminino
| Evento                       | Ouro                                                                            | Prata                                                                     | Bronze                                                                  |
| ---------------------------- | ------------------------------------------------------------------------------- | ------------------------------------------------------------------------- | ----------------------------------------------------------------------- |
| Espada individual detalhes   | Courtney Hurley USA Estados Unidos                                              | Julie Leprohon CAN Canadá                                                 | Clarisse Menezes BRA Brasil Angela Espinoza COL Colômbia                |
| Florete individual detalhes  | Mariana González VEN Venezuela                                                  | Hanna Thompson USA Estados Unidos                                         | Monica Kwan CAN Canadá Misleydis Compañy CUB Cuba                       |
| Sabre individual detalhes    | Mailyn González CUB Cuba                                                        | Alexis Jemal USA Estados Unidos                                           | Emma Baratta USA Estados Unidos Sandra Sassine CAN Canadá               |
| Florete por equipes detalhes | Jhohanna Fuenmayor Mariana González Maria Martínez Yulitza Suárez VEN Venezuela | Louise-Hélène Bouchard Élise Daoust Monica Kwan Sandra Sassine CAN Canadá | Misleydis Compañy Eimey Gómez Annis Hechavarria Adriagne Rivot CUB Cuba |
| Sabre por equipes detalhes   | Misleydis Compañy Ana Faez Mailyn González Jennifer Morales CUB Cuba            | Emma Baratta Eileen Grench Alexis Jemal Hanna Thompson USA Estados Unidos | Julie Cloutier Monica Kwan Olga Ovtchinnikova Sandra Sassine CAN Canadá |

## Quadro de medalhas
| Ordem | País               | Medalha de ouro | Medalha de prata | Medalha de bronze |    |
| ----- | ------------------ | --------------- | ---------------- | ----------------- | -- |
| 1     | USA Estados Unidos | 3               | 4                | 2                 | 9  |
| 2     | CUB Cuba           | 3               | 1                | 2                 | 6  |
| 2     | VEN Venezuela      | 3               | 1                | 2                 | 6  |
| 4     | CAN Canadá         | 1               | 3                | 4                 | 8  |
| 5     | CHI Chile          |                 | 1                | 1                 | 2  |
| 6     | BRA Brasil         |                 |                  | 3                 | 3  |
| 7     | ARG Argentina      |                 |                  | 1                 | 1  |
| 7     | COL Colômbia       |                 |                  | 1                 | 1  |
| TOTAL | TOTAL              | 10              | 10               | 16                | 36 |